# Sabia conica
Sabia conica är en snäckart som först beskrevs av Heinrich Christian Friedrich Schumacher 1817.  Sabia conica ingår i släktet Sabia och familjen Hipponicidae. Inga underarter finns listade i Catalogue of Life.